# AMPV
Armored Multi-Purpose Vehicle (AMPV) je americký pásový obrněný transportér vyvinutý společností BAE Systems jako náhrada typu M113. Vozidlo využívá podvozek bojového vozidla pěchoty M3 Bradley. Do služby bylo zařazeno roku 2023.

## Vývoj
Obrněný transportér M113 americká armáda přijala do služby roku 1960. Vozidlo má řadu specializovaných verzí a bylo exportováno do více než padesáti států. Jeho konstrukce však zastarala. Nedostatečná je zejména jeho taktická mobilita a balistická ochrana. Americká armáda se rozhodla získat náhradu M113 sloužících s bojovými vozidly pěchoty M2 Bradley/M3 Bradley a hlavním bojovými tanky M1 Abrams v těžkých obrněných brigádních bojových týmech ABCT (Armored Brigade Combat Teams). Proto byl roku 2013 spuštěn program AMPV. V jeho rámci má armáda získat až 2907 obrněných vozidel.
Z důvodu urychlení celého programu byla požadována vozidla využívající již existující platformy. Soutěže se účastnily dvě společnosti. BAE Systems s platformou vyvinutou na základě bojového vozidla M3 Bradley a společnost General Dynamics s derivátem kolového obrněného transportéru Stryker. Druhá společnost však odstoupila, neboť požadavky na průchodnost terénem mohla splnit pouze pásová platforma. Roku 2014 byla vítězem zvolena společnost BAE Systems. Následně bylo objednáno 29 vozidel v pěti verzích (víceúčelová, evakuační vozidlo zraněných, zdravotnické vozidlo, samohybný minomet a velitelské vozidlo) pro testování. Prototyp byl představen roku 2016. Na základě intenzivních dvouletých zkoušek byla konstrukce AMPV dále vylepšována. V roce 2020 byla zahájena sériová výroba.
Do služby bylo vozidlo zavedeno roku 2023 u 1. obrněné brigády 3. pěší divize.

## Konstrukce

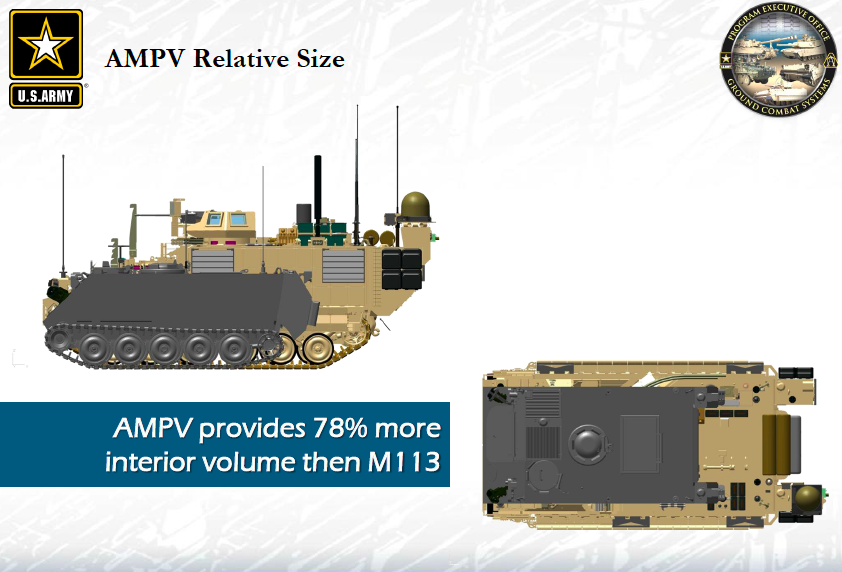
Porovnání velikosti vozidel M113 a AMPV

Vozidlo AMPV vychází z obrněného vozidla M3 Bradley, avšak bež věže a se zesílenou odolostí (STANAG 4569 na úrovni 3). Oproti M113 je o 80% prostornější a má o třetinu větší nosnost. Je robusnější, spolehlivější a s lepší taktickou mobilitou. Platforma AMPV navíc sdílí množství součástek s dalšími systémy rodiny Bradley (bojová vozidla pěchoty Bradley, samohybné houfnice M109A7 a M1299 ERCA, muniční vozidlo M992A3 a raketomet M270A2).

## Varianty
Do roku 2023 bylo vyvinuto prvních pět variant vozidla AMPV:
- M1283 General Purpose – víceúčelová
- M1284 Medical Evacuation – evakuační vozidlo zraněných
- M1285 Medical Treatment – zdravotnické vozidlo
- M1287 Mortar Carrier – samohybný minomet
- M1286 Mission Command – velitelské vozidlo